# Arrondissement Bourg-en-Bresse
Bourg-en-Bresse is een arrondissement van het Franse departement Ain in de regio Auvergne-Rhône-Alpes. De onderprefectuur is Bourg-en-Bresse.

## Kantons
Het arrondissement was tot 2014 samengesteld uit de volgende kantons:
- kanton Bâgé-le-Châtel
- kanton Bourg-en-Bresse-Est
- kanton Ceyzériat
- kanton Chalamont
- kanton Châtillon-sur-Chalaronne
- kanton Coligny
- kanton Meximieux
- kanton Montluel
- kanton Montrevel-en-Bresse
- kanton Pont-d'Ain
- kanton Pont-de-Vaux
- kanton Pont-de-Veyle
- kanton Saint-Trivier-de-Courtes
- kanton Saint-Trivier-sur-Moignans
- kanton Thoissey
- kanton Treffort-Cuisiat
- kanton Trévoux
- kanton Villars-les-Dombes
- kanton Bourg-en-Bresse-Nord-Centre
- kanton Bourg-en-Bresse-Sud
- kanton Péronnas
- kanton Miribel
- kanton Reyrieux
- kanton Viriat

Na de herindeling van de kantons bij decreet van 13 februari 2014, met uitwerking op 22 maart 2015, was de samenstelling als volgt:
- kanton Attignat
- kanton Bourg-en-Bresse-1
- kanton Bourg-en-Bresse-2
- kanton Ceyzériat
- kanton Châtillon-sur-Chalaronne
- kanton Lagnieu  (deel: 4/26 )
- kanton Meximieux
- kanton Miribel
- kanton Pont-d'Ain  ( deel: 4/24 )
- kanton Replonges
- kanton Saint-Étienne-du-Bois
- kanton Trévoux
- kanton Villars-les-Dombes
- kanton Vonnas